# Hjarup Sogn
Hjarup Sogn ist eine Kirchspielsgemeinde (dän.: Sogn) im südlichen Dänemark. Bis 1970 gehörte sie zur Harde Anst Herred im damaligen Ribe Amt, danach zur Vamdrup Kommune im erweiterten Vejle Amt, die im Zuge der  Kommunalreform zum 1. Januar 2007 in der „neuen“  Kolding Kommune in der Region Syddanmark aufgegangen ist.
Im Kirchspiel leben 546 Einwohner, davon 403 im Kirchdorf (Stand:1. Januar 2023). Im Kirchspiel liegt die Kirche „Hjarup Kirke“.
Nachbargemeinden sind im Norden Skanderup Sogn, im Nordosten Seest Sogn, im Osten Vonsild Sogn, im Süden Ødis Sogn und im Westen Vamdrup Sogn.